# العصر الإدياكاري
العصر الإدياكاري (باللاتينية: Ediacaran)، وهو ثالث عصور حقبة الطلائع الحديثة والأخير، امتد من ≈ 635 إلى 538.8  ± 0.6 مليون سنة مضت، لمدة 96.2 مليون سنة تقريبا. يمثل هذا العصر نهاية دهر الطلائع، وبداية دهر البشائر. تعود تسمية عصر الإدياكاري إلى تلال إدياكارا في جنوب أستراليا التي اكتشفت فيها أحافير ذلك العصر لأول مرة.
في عام 2004 تم التصديق على الإدياكاري باعتباره عصر جيولوجي رسمي من قبل الاتحاد الدولي للعلوم الجيولوجية (IUGS)، وبالتالي يصبح أول عصر جيولوجي جديد يتم الإعلان عنه خلال 120 عاما. على الرغم من أن العصر قد أخذ اسمه من تلال إدياكارا حيث اكتشف فيها الجيولوجي ريج سبرج لأول مرة أحافير سميت بالحيويات الإدياكارية في عام 1946، إلا أن النموذج المقطعي يقع في طبقة «حوض انوراما» في منطقة «براشينا جورج» الواقعة ضمن سلسلة جبال فليندرز جنوب أستراليا.

## الإدياكاري والفيندي
يعتبر العصر الإدياكاري متداخل، لكنه أقصر من عصر الفيندي، الاسم السابق الذي اقترحه الجيولوجي الروسي وعالم الأحياء القديمة بوريس سوكولوف في عام 1952. كان مفهوم تشكيل عصر الفيندي طبقيا من أعلى إلى أسفل، وكان الحد السفلي من عصر الكمبري هو الحد العلوي لعصر الفيندي.
وضع دليل علم الأحياء القديمة هذه الحدود بشكل منفصل لحوض السليسيلاستيكي (قاعدة مرحلة البلطيق من رصيف أوروبا الشرقية) وكذلك لحوض الكربونات (قاعدة مرحلة التوموتي من رصيف سيبيريا). وتم اقتراح الحد السفلي من عصر الفيندي عند قاعدة الحتات الجليدي لشبه جزيرة فارينجر (اللابلاندية السويدية).
يتكون عصر الفيندي في مناطق نماذجه المقطعية إلى تقسيمات كبيرة مثل المراحل الإقليمية اللابلاندية، وريدكينو، وكوتلين وروفنو مع تقسيمات فرعية وحدود قابلة للتتبع، تشمل السفلي منها. تم إثبات المراحل الإقليمية لالريدكينو وكوتلين وروفنو في مناطق النماذج المقطعية لعصر الفيندي على أساس وجود وفرة من الأحافير الدقيقة ذات الجدران العضوية، والطحالب، وأحافير عديدات الخلايا والآثار الأحفورية.
يمكن أن يكون للحد السفلي من عصر الفيندي أدلة لطبقات حيوية مع الأخذ بعين الاعتبار الانتشار العالمي لكل من تجمعات البرتاتاتاكا للأكريتارك العملاقة من أشباه شوكيات الزعانف.

## الحدود العليا والسفلى

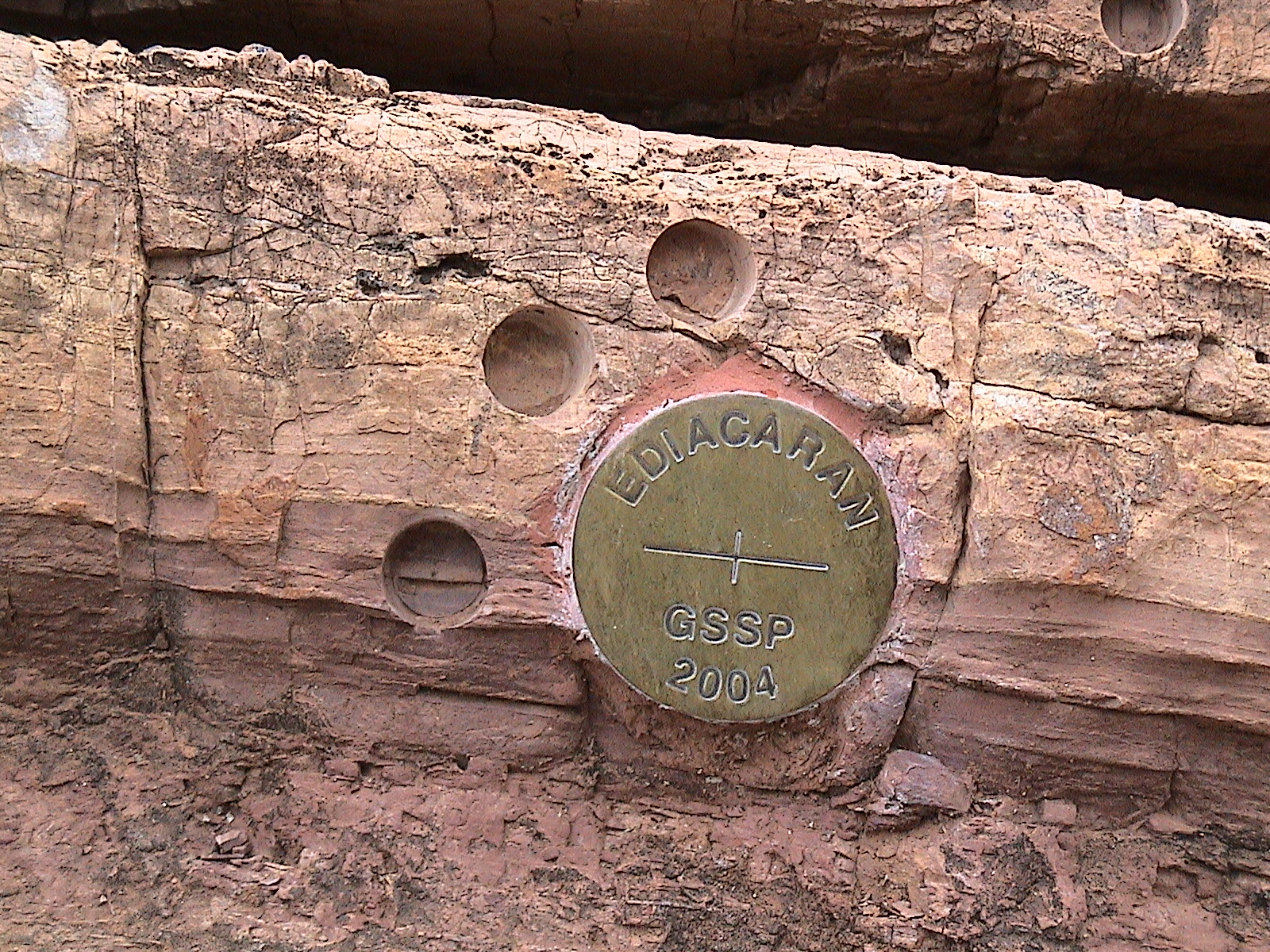
"المسمار الذهبي" تحدد علامة لنقطة ومقطع طبقة الحدود العالمية

تتمثل فترة الإدياكاري (تقريبا 635-541 مليون سنة مضت) من وقت نهاية التجلد المارينوي العالمي وحتى ظهور الأول للحفريات الأثرية المعقدة «جحور تريبتكنوس» (Treptichnus pedum (أدولف سيلاشر، 1955)).

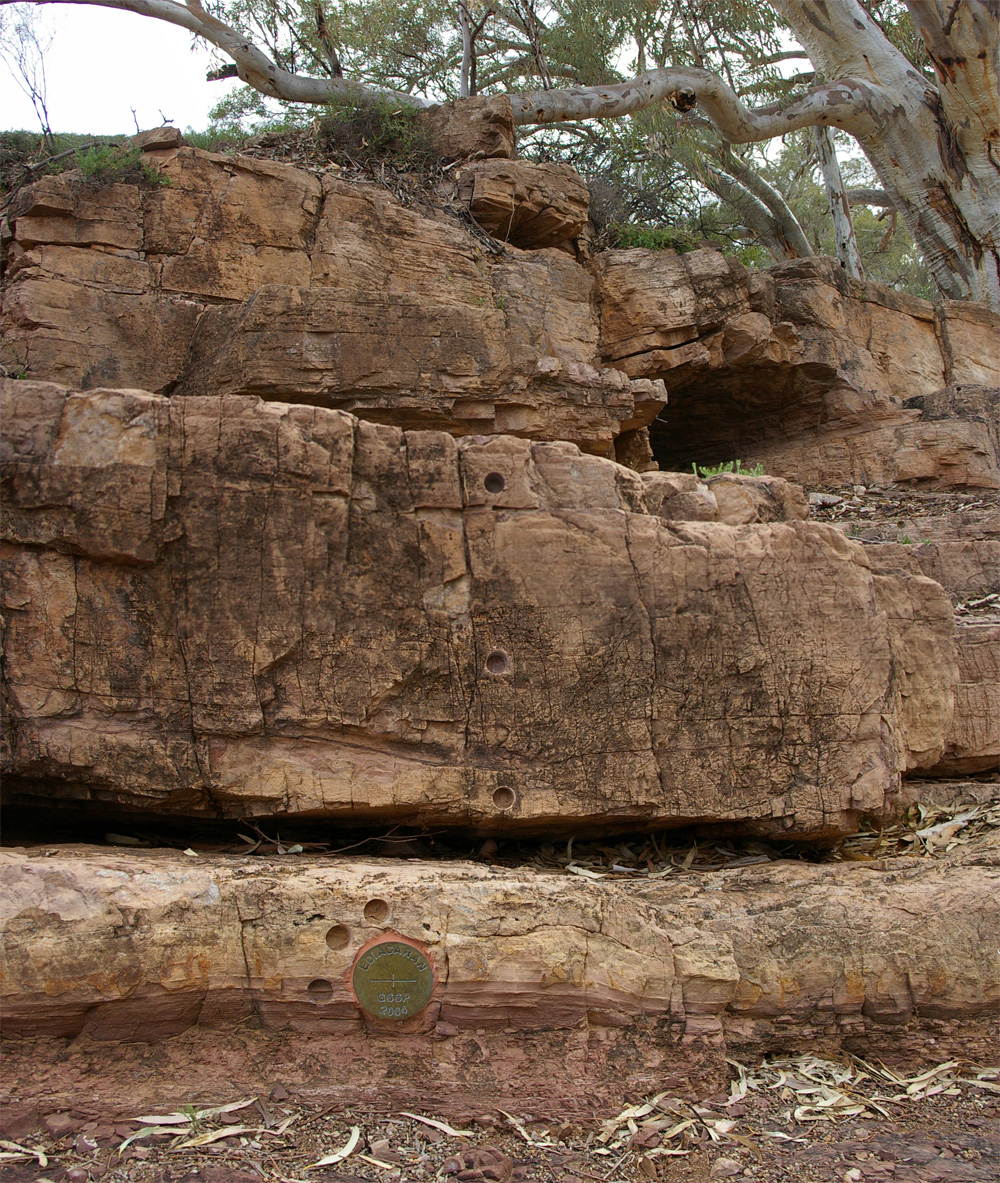
"المسمار الذهبي" (القرص البرونزي في الجزء السفلي من الصورة) أو "نوع المقطع" لنقطة ومقطع طبقة الحدود العالمية (GSSP) الخاصة لقاعدة العصر الإدياكاري (إدياكارا، جنوب أستراليا)

على الرغم من أن فترة الإدياكاري تحتوي على متحجرات ناعمة، فهذا أمر غير عادي مقارنة بالعصور اللاحقة، لأن بدايتها غير محددة بالتغيير في السجل الأحفوري. بدلا من ذلك، يتم تعريف البداية عند قاعدة طبقة كربونات مميزة كيميائيا يشار إليها باسم «غطاء الكربونات» لأنها تغطي الرواسب الجليدية. يتميز هذا الغطاء باستنفاذ غير عادي لكربون13 الذي يشير إلى تغير مناخي مفاجئ في نهاية العصر الجليدي المارينوي. الحدود الدنيا من نقطة ومقطع طبقة الحدود العالمية للإدياكاري هي في قاعدة غطاء الكربونات (تشكل «نوكالينا» في أستراليا)، مباشرة فوق الجرف الصخر ألياتينا في النموذج المقطعي لحوض انوراما، في منطقة «براشينا جورج» الواقعة ضمن سلسلة جبال فليندرز جنوب أستراليا.
إن نقطة ومقطع طبقة الحدود العالمية للحد الأعلى من الإدياكاري هو الحد الأدنى للكامبري على جنوب شرق ساحل نيوفندلاند، وقد تمت الموافقة عليها اللجنة الدولية للطبقات كبديل أفضل لقاعدة مرحلة التوموتي في سيبيريا التي تم اختيارها على أساس الحفريات الأثرية المعقدة «لتريبتكنوس» (Treptichnus pedum). كانت أول حالة في تاريخ علم طبقات الأرض يستخدم فيها التعكر الأحيائي لتعريف حدود النظام. مع ذلك، فإن تعريفات الحدود الدنيا والعليا للإدياكاري على أساس علم الطبقات الكيميائي والآثار الأحفورية القابلة للنقاش.
يمكن الحصول على الخصائص الطبقية الكيميائية من نظائر الكربون لأغطية الكربونات المتزامنة في أجزاء مختلفة من العالم وتكون متغيرة بسبب الدرجات المختلفة من التحول الثانوي للكربونات، وتستخدم معايير متباينة لاختيار أقل العينات تحولا حسب أهمية بيانات نظائر الكربون، بسبب الاختلافات الجانبية الأولية من (δ l3Ccarb) الموجودة في الطبقة العليا من المحيط.
وأيضا تقدم السجلات الطبقية في سلطنة عمان انحراف كبيرة لنظائر الكربون السالبة، وفي تشكل «شورام» البعيدة كل البعد عن أي دليل جليدي تشكك بقوة رابطة المنهجية لانحراف (δ l3Ccarb) السلبي والأحداث الجليدية. بالإضافة إلى أن انحراف «شورام» ممتدة ومحتمل أن يدوم ~ 9.0 ملايين سنة.
فيما يتعلق بجحور «تريبتكنوس» (Treptichnus)، التي تعتبر علامة للحد السفلي من الكمبري، فإن استخدمها للكشف الطبقي لهذا الحد يكون دائما محفوف بالمخاطر، بسبب وجود آثار لأحافير مشابهة جدا تنتمي إلى مجموعة «تريبتكنيدس» (Treptichnids) أقل بكثير من مستوى «جحور تريبتكنوس» في كل من ناميبيا، وإسبانيا ونيوفاوندلاند، واحتمال في ولايات الغرب الأمريكية. يتداخل المدى الطبقي لجحور «تريبتكنوس» مع مجموعة من أحافير الإدياكاري في ناميبيا، وربما في اسبانيا.

## التقسيم الفرعي
لم يتم تقسيم العصر الإدياكاري بشكل رسمي إلى الآن، ولكن المخطط المقترح يقر بـ«الإدياكاري العلوي» الذي تتوافق قاعدته مع تجلد جاسكير، طرف مرحلة الإدياكاري تبدأ من حوالي 550 مليون سنة مضت، والمرحلة التي تسبقه تبدأ من حوالي 557 مليون سنة مضت مع ظهور أقدم أحافير للحيويات الإدياكارية المنشرة؛ ويختلف المخططان المقترحتان حول ما إذا كان يجب تقسيم الطبقات الدنيا إلى «الإدياكاري المبكر» أم «الأوسط»، لأنه ليس من الواضح ما إذا كان انحراف شورام هو حدث منفصل عن جاسكير، أو أنهما مترابطان.

## التأريخ المطلق
لقد ثبت أن تأريخ المقطع الصخري للإدياكاري في جنوب أستراليا غير مؤكد. بالتالي، ويستند نطاق العمر من 635 إلى 542 مليون سنة على العلاقات مع البلدان الأخرى حيث كان من الممكن أن تؤرخ. ويستند عمر القاعدة البالغ 635 مليون سنة على تأريخ يورانيوم-الرصاص المتساوي من ناميبيا والصين.
بتطبيق هذا العمر على قاعدة إلإدياكاري يفترض أن تكون أغطية الكربونات معترف فيها بجميع أنحاء العالم بشكل متزامن ويتم أن اختيارها أغطية الكربونات الصحيحة في أماكن متنوعة مثل أستراليا وناميبيا. لكن هذا مثير للجدل لأنه تم الحصول على عمر يقدر بحوالي 580 مليون سنة لصخور جليدية في تاسمانيا التي خصصها بعض العلماء مبدئيا لصخور اسفل إلإدياكاري من سلسلة جبال فليندرز. ويعتبر عمر القمة هو نفس العمر المعترف به لقاعدة العصر الكمبري 542 ± 0.3 مليون سنة مضت، مما ينتج عنه اختلاف المحاذاة، كما أنه ينبغي أن تكون نهاية العصر إلإدياكاري علامة لبداية العصر الكمبري.

## الجغرافيا
خلال هذا العصر تم تجمعت كل القارات في قارة عظمى واحدة تدعى بانوتيا، التي كانت موجودة منذ 600 مليون سنة وحتى حوالي 540 مليون سنة مضت. قبل بانوتيا، كانت القارة العظمى السابقة رودينيا قد تفككت منذ حوالي 800 مليون سنة، وقد أدى ذلك إلى ولادة أبو المحيطات بالإضافة إلى ثمان قارات، التي اجتمعت فيما بعد لتكون مرة أخرى قارة بانوتيا العظمى. ومنذ 540 مليون سنة، أي فقط بعد 60 مليون سنة فقط من تكوينها تتفكك بانوتيا إلى قارة غندوانا وثلاث قارات صغيرة، لورنتيا، وسيبيريا وبلطيقيا. في نهاية حقبة الحياة القديمة، تجمعت القارات مرة أخرى لتشكيل قارة عظمى أخرى تدعى بانجيا.

## التطور الحيواني
يبدو أنه خلال الإدياكاري قد نشأت أول الحيوانات ذات جسد؛ كانت رخوة وليس لها هيكل داخلي أو خارجي. لهذا لا تتوفر أحافير من هذا العصر إلا القليل النادر، وقد عثر على بعضها في بعض المناطق، وهي حيوانات بدائية صغيرة يمكن رؤيتها بالعين. وباكتشاف أول أحافير الإدياكاري «الفاندوبيونتا» (Vendobionta) وتنوعها قبل 575 مليون سنة، أصبح الكلام عن الانفجار الكمبري الحيوي أقل موضوعيا[بحاجة لمصدر]؛ فاليوم يتكلم العلماء عن «التشعب خلال الكمبري» (كثرة السلالات) أكثر من القول انفجار الكمبري «أي نشأة الحيوانات». ويبدو أن تلك الحيوانات البدائية ذات الأجسام الرخوة قد ظهرت بعد أن طغى المناخ البارد والجليدي على الأرض، عندما كانت الأرض «كرة ثلجية». وكانت فترة تجلد المارينوي هي الفترة الأخيرة من ذلك العصر الجليدي، ونشأة «غطاء الكربونات» بعد الجليد، وهذا هو بداية عصر الإدياكاري. وتعتبر «طبقة الكاربونات» اليوم نتيجة الارتفاع في درجة حرارة الأرض عند نهاية العصر البارد؛ وزيادة انصهار الجليد وزيادة منسوب مياه المحيطات.
في الآونة الأخيرة ظهر فوسفوريت في طبقات دوشانتو -وهي منطقة في قويتشو بالصين- حيث عثر على أول أحفورات حيوانية: بيض ميكروسكوبي، وأجنة وأنابيب قصبية وأول أشكال ثنائيات التناظر، وهي فرنانيمالكولا (Vernanimalcula) - كانت في حجم 0.1 و 0.2 مليمتر. وتؤرخ تلك الاحافير بنحو 599;±4 مليون سنة مضت. وفي عام 2003 اكتشفت أقدم أحفورة لحيوانات صغيرة يمكن رؤيتها بالعين المجردة في طبقات دوك في نيوفاوندلاند. بهذا تكون أحفورة شارنية هي أقدم الأحافير الحيوانية لعصر الإدياكاري؛ حيث تعود تلك الطبقات إلى نحو 575 مليون سنة سبقت. وعثر أيضا على أقدم أنواع ثنائيات التناظر تسمى كيمبريلا (Kimberella) في البحر الأبيض في روسيا في طبقات أوست-بينيغا وتؤرخ قبل 555 مليون سنة.

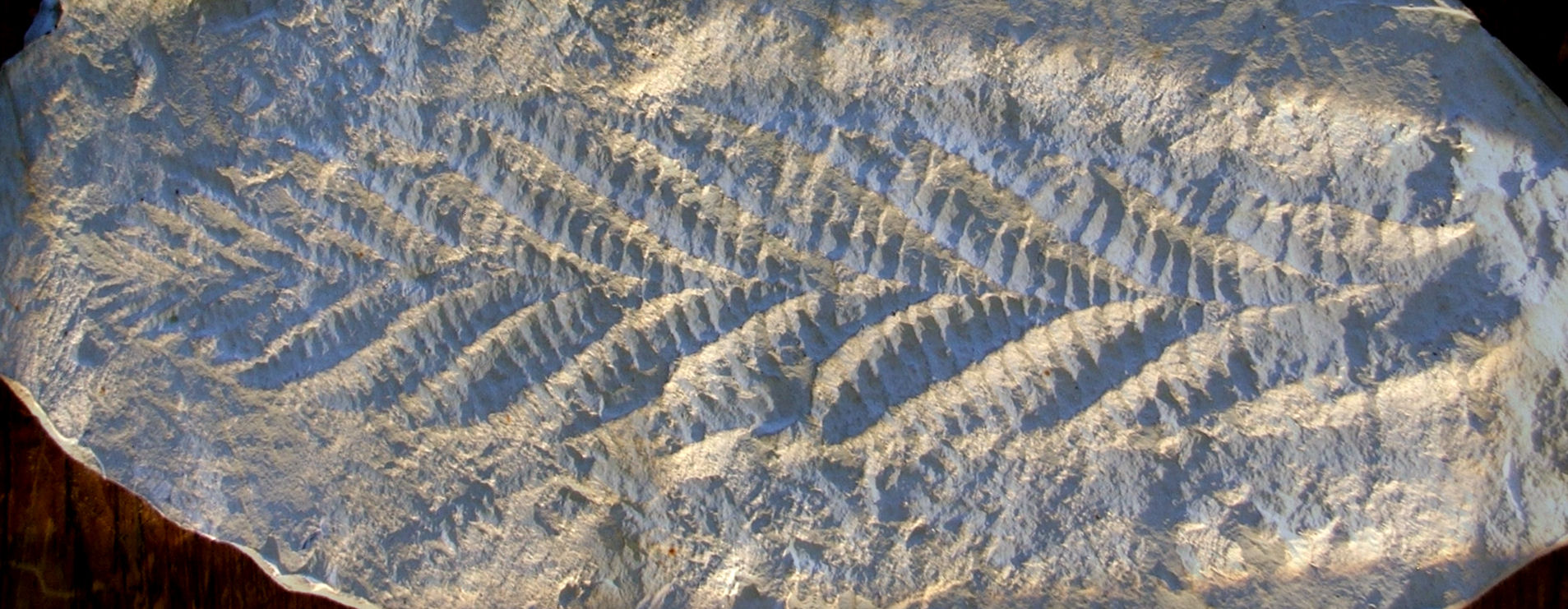
شارنية
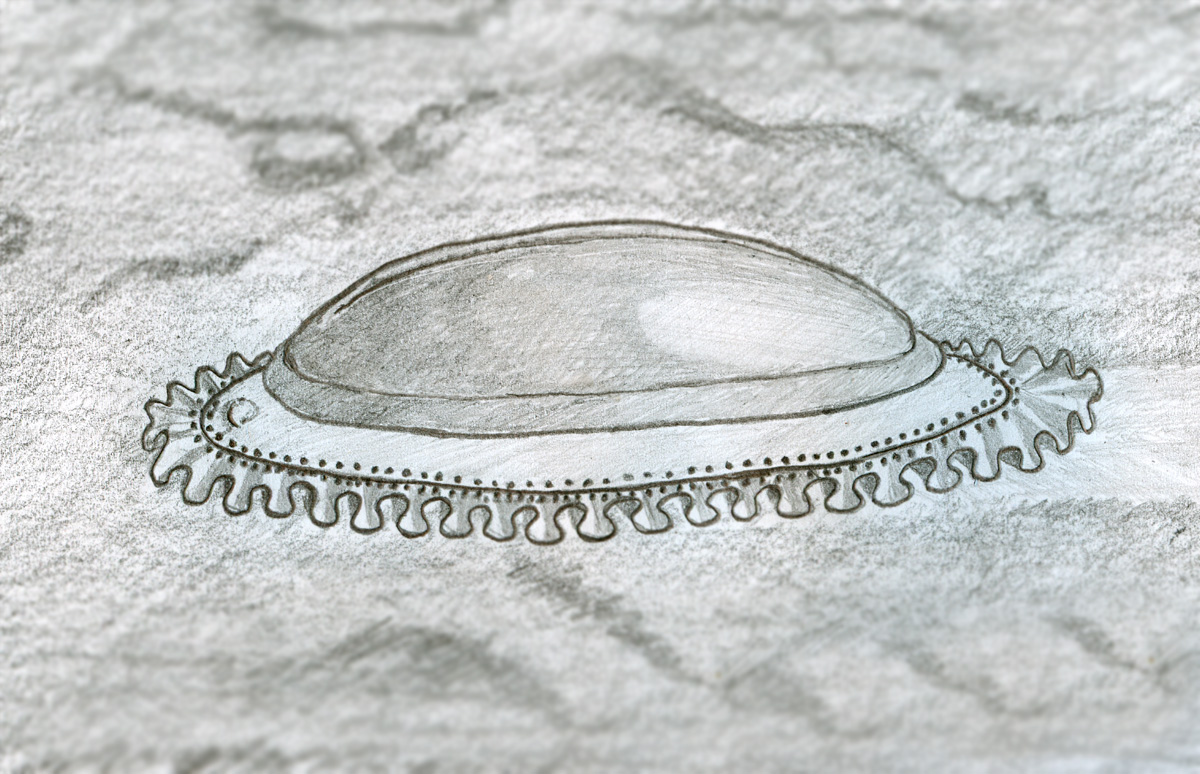
منظر تخيلي للكيمبريلا (متعددة الخلايا)، رسم لميكائيل فيدونكين